# U 5 (тип підводних човнів Німеччини)
| SM U-5                     | | |
|                            | | |
|                            | | |
| Під прапором               | Німецька імперія | Німецька імперія |
| Спуск на воду              | 1900—1909 (4 човни) | 1900—1909 (4 човни) |
| Виведений зі складу флоту  | 1914—1919 | 1914—1919 |
| Сучасний статус            | 1 затонув, 3 потоплені | 1 затонув, 3 потоплені |
| Проєкт                     | | |
| Тип ПЧ                     | Дизельний ПЧ | Дизельний ПЧ |
| Розробник проєкту          | Germaniawerft, Кіль | Germaniawerft, Кіль |
| Вартість                   | 2540000 марок | 2540000 марок |
| Основні характеристики     | | |
| Швидкість (надводна)       | 13,4 вузлів (24,8 км/год) | 13,4 вузлів (24,8 км/год) |
| Швидкість (підводна)       | 10,2 вузлів (18,9 км/год) | 10,2 вузлів (18,9 км/год) |
| Робоча глибина занурення   | 30 | 30 |
| Гранична глибина занурення | 50 м | 50 м |
| Автономність плавання      | 20 діб, 3300 морських миль (6100 км) при швидкості 17 км/год, в підводному положенні — 55 м.миль (102 км) при швидкості 8,3 км/год | 20 діб, 3300 морських миль (6100 км) при швидкості 17 км/год, в підводному положенні — 55 м.миль (102 км) при швидкості 8,3 км/год |
| Екіпаж                     | 28 особи (4 офіцери) | 28 особи (4 офіцери) |
| Розміри                    | | |
| Довжина найбільша (по КВЛ) | 57,3 м | 57,3 м |
| Ширина корпусу найб.       | 5,6 м | 5,6 м |
| Середня осадка (по КВЛ)    | 3,75 м | 3,75 м |
| Водотоннажність надводна   | 497 (505) т | 497 (505) т |
| Озброєння                  | | |
| Артилерія                  | 1х 1,5" (37-мм) палубна револьверна гармата Готчкісса 1х 2" (50-мм) палубна гармата SK L/40 gun                                    | 1х 1,5" (37-мм) палубна револьверна гармата Готчкісса 1х 2" (50-мм) палубна гармата SK L/40 gun                                    |
| Торпедно- мінне озброєння  | 2 носових і 2 кормових ТА калібру 18" (450-мм). 6 торпед                                                                           | 2 носових і 2 кормових ТА калібру 18" (450-мм). 6 торпед                                                                           |
| Зображення на Вікісховищі  | | |

U 5 (тип підводних човнів Німеччини) - 4 однотипні німецькі підводні човни ВМФ Німецької імперії. Замовлені 8 квітня 1908 року, передані флоту в 1010 році.
У часи Першої світової війни були в числі 329 підводних човнів німецької імперії, котрі брали участь у бойових діях. Човен типу SM U-6 19 кораблів і суден супротивників, загальним тоннажем 12000 тон, а човен SM U-8 потопив 5 кораблів загальним тоннажем 15000 тон. В час війни усі човни типу були втрачені, екіпажі трьох з них загинули повністю.
Цей тип підводних човнів був продовженням вдосконалення човна типу U 3. Відрізнявся більшим тоннажем, більшою довжиною, більшою осадкою, потужнішими двигунами-генераторами і електродвигунами, наявність двох допоміжних гасових двигунів, новою палубною 37-мм гарматою і головне на них була збільшена майже удвічі дальність ходу за рахунок збільшення вмісту паливних цистерн.

## Представники
| Назва  | Завод         | Закладений | Спущений на воду | Переданий флоту | Виведений з флоту |
| ------ | ------------- | ---------- | ---------------- | --------------- | --- |
| SM U-5 | Germaniawerft | 24.08.1908 | 8.01.1910        | 2.07.1910       | 18.12.1914, затонув під час аварії, загинув весь екіпаж, 29 осіб.                                                                               |
| SM U-6 | Germaniawerft | 24.08.1908 | 18.05.1909       | 12.08.1910      | 15.09.1915 потоплений торпедною атакою 59°10′ пн. ш. 5°9′ сх. д. / 59.167° пн. ш. 5.150° сх. д., загинув весь екіпаж, 28 осіб                   |
| SM U-7 | Germaniawerft | 6.05.1909  | 28.07.1910       | 18.07.1911      | 27.01.1919, потоплений внаслідок «дружнього вогню» з човна SM U-22, 26 загиблих                                                                 |
| SM U-8 | Germaniawerft | 19.05.1909 | 14.03.1911       | 18.06.1911      | 4.03.1915 змушений був сплисти і був потоплений атакою корабельної артилерії, в точці 50°41′ пн. ш. 0°06′ сх. д. / 50.683° пн. ш. 0.100° сх. д. |